# Hunters honingzuiger
De Hunters honingzuiger (Chalcomitra hunteri synoniem: Nectarinia hunteri) is een zangvogel uit de familie Nectariniidae (honingzuigers).

## Verspreiding en leefgebied
Deze soort komt voor in oostelijk Afrika.